# Zona de convecció

Il·lustració de l'estructura del Sol:
1. Nucli
2. Zona de radiació
3. Zona de convecció
4. Fotosfera
5. Cromosfera
6. Corona
7. Taca solar
8. Granulacions
9. Prominència

La zona de convecció és la capa exterior de l'interior del Sol. L'energia hi arriba en corrents de convecció, en lloc d'arribar-hi en forma de fotons. Un cop el gas calent arriba a la fotosfera, emet fotons vers l'espai, es refreda, i torna a l'interior del Sol. Aquest flux de convecció és l'origen de les granulacions, i l'energia que allibera és la llum visible i altres formes de radiació electromagnètica que el Sol emet vers l'espai.